# Didier Lebaud
Didier Lebaud (* 2. Dezember 1954 in Châteauneuf-sur-Charente) ist ein ehemaliger französischer Radrennfahrer.

## Sportliche Laufbahn
Lebaud war im Straßenradsport aktiv. Als Amateur gewann er 1978 die Route de France mit zwei Etappensiegen vor Graham Jones sowie das Rennen Bordeaux–Royan. 1977 hatte er den Prolog der Route de France gewonnen.
Insgesamt erzielte er rund 90 Siege in Amateurrennen. In der Internationalen Friedensfahrt 1978 kam er auf den 34. Platz. Bei den Straßenradsport-Weltmeisterschaften 1978 wurde er 76. im Amateurrennen. 
Von 1978 bis 1981 war er Berufsfahrer im Radsportteam Miko–Mercier, in dem Joop Zoetemelk Kapitän war. 1980 holte er einen Etappensieg in der Tour de Corse. In Eintagesrennen war der vierte Platz im Grand Prix de Plouay-Bretagne 1981 sein bestes Ergebnis. In der Tour de France 1980 belegte er den 61. Platz, 1981 beendete er die Rundfahrt nicht. In der Vuelta a España 1981 wurde er 34.